# Nationalpark Bottenwiek
Der Nationalpark Bottenwiek, originalsprachlich Perämeren kansallispuisto (finnisch) und Bottenvikens nationalpark (schwedisch), ist ein Nationalpark in der Bottenwiek, dem nördlichsten Teil des Bottnischen Meerbusens, im Norden Finnlands. Er wurde 1991 gegründet und wird von der staatlichen Forstbehörde Metsähallitus unterhalten.

## Geographie
Der Nationalpark Bottenwiek liegt im äußeren Bereich des Schärengartens vor den Städten Kemi und Tornio im Süden der Provinz Lappland. Er hat eine Fläche von 157 km² (davon 2,5 km² Land).
Das Gebiet besteht aus flachen, größtenteils weniger als 10 Meter tiefen Meeresgewässern und rund 30 Inseln und Klippen, die teils bewaldet sind, teils nur aus Felsen bestehen. Durch die postglaziale Landhebung steigen die Schären um 9 Millimeter pro Jahr. Die ersten Inseln des Nationalparks erhoben sich vor etwa 1000 Jahren aus dem Meer. Sie wurden bis ins 20. Jahrhundert als Stützpunkte für die Fischerei auf der hohen See genutzt. Während der Fangsaison lebten die Fischer mehrere Monate lang ununterbrochen auf den Inseln und brachten Vieh mit, das auf den Inseln weidete und dadurch eine Wiesenlandschaft prägte. Erst nach dem Aufkommen von Motorbooten gaben die Fischer ihre Stützpunkte im Schärengebiet auf. Auf den Inseln Selkä-Sarvi, Iso-Huituri und Pensaskari sind einige historische Bauten dieser Fischerdörfer erhalten. Daneben findet sich auf Iso-Huituri eine Grenzmarke aus dem 14. Jahrhundert, welche die Grenze der Zehntgebiete der Bistümer Uppsala und Turku markierte.

## Tier- und Pflanzenwelt
Im Gebiet des Nationalparks brüten rund 60 Vogelarten, darunter Küstenseeschwalben, Samtenten, Gryllteisten, Steinwälzer, Temminckstrandläufer, Zwergseeschwalben und Bergenten.
Daneben wachsen auf den Schären des Nationalparks einige seltene Pflanzenarten wie die Nickende Primel. Dieses Primelgewächs kommt nur in Küstengebieten vor, die durch die Landhebung entstanden sind.